# Gelotofobia
Gelotofobia é o medo de ser ridicularizado, um tipo de fobia social. Embora a maioria das pessoas não goste de ser ridicularizada, em suas observações clínicas, o psicoterapeuta e psicanalista alemão Michael Titze descobriu que alguns de seus pacientes pareciam estar preocupados principalmente em serem ridicularizados. Eles tendiam a escanear seu ambiente em busca de sinais de riso e zombaria. Além disso, eles relataram que tinham a impressão de serem ridículos. Além disso, Titze observou um padrão de movimento específico entre eles quando pensavam que estavam sendo ridicularizados — movimentos desajeitados e de madeira que se assemelhavam aos de bonecos de madeira. Ele descreveu esse estado como "síndrome de Pinóquio".

## Causas e consequências
A partir das observações clínicas, elaborou-se um modelo das causas e consequências da gelotofobia para que a condição pudesse ser estudada cientificamente. O modelo afirma que a gelotofobia pode ter três causas em diferentes estágios de desenvolvimento:
- Na infância: desenvolvimento da falha primária da vergonha em desenvolver uma ponte interpessoal (por exemplo, interações infantojuvenis entre cuidadores).
- Na infância e juventude: repetidas experiências traumáticas de não ser levado a sério ou de ser ridicularizado (por exemplo, bullying).
- Na idade adulta: intensa experiência traumática de ser ridicularizado (por exemplo, zombaria).

As consequências da gelotofobia são:
- Isolamento para evitar ser ridicularizado.
- Aparentando "frieza" no comportamento / sem humor.
- Distúrbios psicossomáticos, por exemplo, rubor, cefaleia tensional, tremores, tontura, distúrbios do sono.
- Demonstrando 'Síndrome de Pinóquio': desajeitado, feição "agelótica" (não é capaz de apreciar o riso) e aparência de 'marionete de madeira'.
- Falta de vivacidade, espontaneidade, alegria.
- Incapacidade de experimentar o humor / riso como experiências sociais relaxantes e alegres.
- Raiva ao ser ridicularizado por outras pessoas (em alguns casos, isso resulta em ataques violentos contra as pessoas que estavam rindo).[4]

Mais tarde, esse modelo foi revisado e expandido.

## Avaliação
Há um questionário de quinze itens para a avaliação subjetiva da gelotofobia, por exemplo, o GELOPH<15>. Este questionário foi usado para mostrar que a gelotofobia existe, em diferentes graus, em uma população normal. Foi encontrado em todos os continentes e, até agora, teve amostras retiradas de 72 países e o GELOPH<15> foi traduzido para mais de 42 idiomas diferentes.
Diferentes países variam em número de pessoas gelitofóbicas dentro da população. O sociólogo Christie Davies prevê uma prevalência maior de gelotofobia em sociedades hierarquicamente organizadas, onde o principal meio de controle social é a vergonha.
A pesquisa sobre a gelotofobia usando as escalas GELOPH mostra que, empiricamente, a condição existe fora das pessoas que procuram tratamento devido a um medo problemático de ser ridicularizado. Nos primeiros estudos, os gelitofóbicos foram distinguidos de outras pessoas com problemas baseados na vergonha, neuróticos não baseados na vergonha e amostras de uma população normal. Basicamente, isso significa que, embora a gelotofobia compartilhe problemas semelhantes, altos escores também foram encontrados para esses critérios em indivíduos com síndrome de Asperger e transtornos de personalidade do Cluster/Grupo A.
O medo de ser ridicularizado também tem sido estudado entre crianças e adolescentes usando modificações desses instrumentos diagnósticos

## Emoções
Apesar do valor aparente das emoções relacionadas à gelotofobia serem predominantemente medo, há uma interação distinta com três emoções dominantes: baixos níveis de alegria, altos níveis de medo e altos níveis de vergonha. Mais importante, onde a vergonha em uma semana típica excede a alegria, é mais provável que a gelotofobia se desenvolva. Gelotófobos dizem que eles são ruins em regular suas emoções, e assimilam mais facilmente os humores negativos de outras pessoas. Eles também suprimem a expressão de suas emoções e não compartilham seus sentimentos prontamente com os outros.

## Percepção e personalidade
Os gelotófobos não têm a capacidade de compreender a diferença entre formas lúdicas de interações humorísticas, como provocações, e formas mais cruéis, como o ridículo. Isso significa que, mesmo que alguém esteja tentando ser amigável e brincalhão, um gelotófobo se sentirá apreensivo e confundirá a interação com o ridículo. Também pode significar que as pessoas podem sentir que estão sendo intimidadas quando na verdade não estão.
Os gelotófobos estão frequentemente localizados nos modelos PEN de Eysenck e Big Five da personalidade. A gelotofobia está altamente correlacionada com introversão e neuroticismo e, nas escalas P mais antigas, os gelotofóbicos têm maior pontuação no psicoticismo. A avaliação dimensional da patologia da personalidade, um instrumento de distúrbios de personalidade DSM, mostrou que aqueles com medo de serem ridicularizados tendem a ser socialmente evasivos e submissos, além de terem problemas de identidade. A abstinência social e a suspeita previram mais frequentemente a gelotofobia.
Paul Lewis (Boston College, EUA) especulou se a gelotofobia política poderia afetar as eleições nos Estados Unidos ("O medo duplo de ser efetivamente ridicularizado ou ineficiente em zombar dos outros [muito duro, contundente, sem sabor] levou os candidatos a elaborarem estratégias agressivas e pró-ativas [indo na TV para mostrar que eles podem fazer piada, ser engraçado—qualquer coisa para evitar ser ridicularizado de maneira inadequada] ") [p. 42, resumo da conferência de 2009 da Sociedade Internacional para Estudos de Humor ISHS em Long Beach, Califórnia]; O sociólogo Christie Davies, que também é presidente da International Journal of Humor Research, comenta satiricamente os resultados das recentes eleições no Reino Unido. Ele percebeu que os perdedores nessas eleições eram frequentemente carecas - "Ser careca é sofrer de gelotofobia, temer ser motivo de riso; temer ser motivo de riso é temer o transtorno; temer o transtorno é abraçar o absolutismo".

## Pontos fortes, inteligência e habilidade de humor
Diversos testes mostram que os gelotofóbicos frequentemente subestimam seu próprio potencial e realizações. Os gelotófobos tendem a ver-se menos virtuosos do que as pessoas que os conhecem. Da mesma forma, em um estudo de inteligência, os gelotofóbicos consistentemente subestimaram seu desempenho intelectual em até seis pontos de QI. Os gelotófobos têm uma experiência diferente de riso: não eleva o humor nem os deixa mais alegres. Eles pessoalmente caracterizam seu próprio humor como sendo inapto, mas mais uma vez, os testes mostram que eles não são diferentes de outras pessoas em fazer comentários espirituosos e humor.